# Граф Монте-Кристо (фильм, 1934)
«Граф Монте-Кристо» (англ. The Count of Monte Cristo), упоминается также под названием «Загадка графа Монте-Кристо» — американский чёрно-белый остросюжетный фильм 1934 года режиссера Роуленда В. Ли с Робертом Донатом и Элиссой Ланди в главных ролях. Основан на романе Александра Дюма «Граф Монте-Кристо» (1844). Это первая звуковая экранизация романа Дюма, пять предыдущих были немыми.

## Сюжет
В 1815 году у острова Эльба останавливается французское торговое судно. Письмо изгнанного Наполеона передается капитану корабля для передачи человеку в Марселе. Прежде чем умереть от болезни, капитан поручил выполнение поручения своему первому помощнику Эдмону Дантесу (Роберт Донат). Однако городской чиновник де Вильфор-младший (Калхерн) получил донос от информатора, второго офицера, Данглара (Раймонд Уолберн), и Дантес был арестован.
Друг Дантеса Фернан Мондего (Сидни Блэкмер) сопровождает его в тюрьму. Однако и он, и Данглар, и де Вильфор выиграют от содержания Дантеса в тюрьме: Мондего влюблен в невесту Дантеса, Мерседес (Элисса Ланди); Данглар хочет стать капитаном вместо Дантеса; а человек, принявший письмо, оказывается отцом де Вильфора (Лоренс Грант). В результате по ложным показаниям Данглара де Вильфор отправляет Дантеса без суда в печально известную тюрьму замок Иф.
Когда Наполеон возвращается во Францию, давая друзьям Дантеса надежду на его освобождение, де Вильфор подписывает ложное заявление о том, что он был убит при попытке к бегству. Это письмо Мондего показывает Мерседес. Обманутая, она уступает настоянию умирающей матери и выходит замуж за Мондего.
Дантес уже отбыл восемь лет одиночного заключения, когда однажды престарелый аббат Фариа (О. П. Хегги), товарищ по заключению, пробирается в его камеру через туннель, который копал все эти годы. Двое узников объединяют силы; По подсчетам Фариа, на завершение замысла уйдет еще пять лет. Тем временем он начинает обучение Дантеса.
Однако, когда они приближались к своей цели, камень в туннеле обвалился, смертельно ранив старика. Перед смертью он завещает Дантесу огромное сокровище. Тело Фариа надзиратели зашивают в саван, но пока гробовщика нет, Дантес заменяет труп Фариа на самого себя. Брошенный в море, он выбирается из мешка, и его подбирает корабль контрабандистов.
Позже Дантес следует указаниям Фариа и находит сокровища на необитаемом острове Монте-Кристо. Имея в своем распоряжении огромное состояние, он приводит в действие свои планы мести. Для начала он организовывает похищение Альбера (сына Мерседес и Мондего) и удержание его с целью получения выкупа. Дантес «спасает» молодого человека, чтобы войти в парижское общество, используя приобретённый им титул графа Монте-Кристо.
Первым предстал перед его судом Мондего. Будучи французским послом в Албании, Мондего прославился своей храбростью в неудачной защите Али-паши . Дантес устраивает бал, чтобы «почтить» своего врага, а затем принимает меры к тому, чтобы его публично разоблачили как предавшего Али-пашу в руки турок. Не зная о роли графа в его позоре, Мондего идет к нему за советом. Дантес раскрывает свою личность, и они вступают в дуэль; Дантес побеждает, но щадит Мондего, который возвращается домой и в отчаянии кончает жизнь самоубийством.
Следующим идет Данглар, ныне самый влиятельный банкир Парижа. Дантес использует свои услуги для покупки и продажи акций, делится советами, которые он получает от своих информаторов. Когда они оказываются безошибочно прибыльными, Данглар подкупает человека, чтобы тот отправлял ему копии сообщений Дантесу. Как и планировал Дантес, жадность заставляет Данглара вложить все свои деньги в следующую авантюру, которая оказывается ловушкой, Данглар становится банкротом. Дантес раскрывает свою настоящую личность Данглару, который, оставшись без гроша в кармане, сходит с ума.
Однако есть неожиданные осложнения, которые ставят под угрозу тщательно продуманные планы Дантеса. Альбер Мондего узнаёт о его причастности к падению отца и вызывает его на дуэль. Мерседес, узнавшая своего бывшего возлюбленного ещё при их первой встрече, умоляет не убивать её сына. Он согласен. Альбер меняет свои планы, потому что мать сказала ему, кто такой Монте-Кристо на самом деле, и поединок заканчивается бескровно.
Де Вильфор дослужился до высокого поста государственного прокурора. Дантес отправляет ему информацию о его истинной личности и деятельности, что приводит к аресту и суду над графом. Сначала Дантес отказывается давать показания, чтобы защитить дочь де Вильфора Валентину (Айрин Херви), которая влюблена в Альбера. Однако, когда она узнает об этом, она убеждает его защищаться. Дантес так и поступает, что свидетельствует о давней коррупции де Вильфора.
Наконец, когда все его враги уничтожены, Дантес воссоединяется с Мерседес.

## В ролях
- Роберт Донат — Эдмон Дантес, граф Монте-Кристо
- Элисса Ланди — Мерседес де Росас
- Луи Кэлхерн — де Вильфор
- Сидни Блэкмер — Фернан, граф де Мондего
- Раймонд Уолберн — барон Данглар
- Хеггл О. П. — аббат Фариа
- Айрин Херви — Валентина де Вильфор
- Лоренс Грант — отец Вильфора
- Луис Альберни — Джакопо, слуга Монте-Кристо
- Дуглас Уолтон — Альбер Мондего
- Пол Ирвинг — Наполеон I
- Кларенс Мьюз — Али
- Фердинанд Мьюньер — Людовик XVIII

## Производство
Это был третий фильм продюсера Эдварда Смолла, снятый для United Artists . Первоначально на главную роль был выбран Фредрик Марч. В конце концов был приглашён Роберт Донат в соответствии с международным соглашением, заключённым Джозефом Шенком из United Artists.
Режиссёр Роуленд В. Ли и драматург Дэн Тотерох написали сценарий. Тотероху пришлось уехать в Нью-Йорк, поэтому Эдвард Смолл нанял Филипа Данна, тогда еще начинающего сценариста, для написания диалогов. По словам Данна, в финальном диалоге Дюма было всего семь слов: «весь мир мой!» говорит Эдмон Дантес, когда получает свое сокровище, и «раз, два, три», когда он избавляется от своих врагов.
Данн добавил: «Я сказал режиссёру Роуленду Ли, что никогда не читал роман. Он сказал, что представит сюжет для меня, и он проделал такую хорошую работу, что я никогда его не читал. Фактически, я использовал все его диалоги, я просто записал их».
Съёмки фильма начались в мае 1934 года.

## Отличия от романа
В фильме меняются некоторые важные детали истории. Отсутствуют такие персонажи романа, как Бертуччо, Кадрусс, Франц Д’Эпине, Андреа Кавальканти, Эжени Данглар, Максимилиан Моррель, Эдуар и Элоиза де Вильфор. Роль Гайде сводится к двум кратким появлениям, и её романтическая связь с Монте-Кристо вычеркнута. В романе Дантес и Мерседес не возродили свои отношения.
В книге Дюма Данглар и Фернан предали Дантеса анонимно через письмо, а не лично, и Дантес обнаружил их предательство только в тюрьме, благодаря проницательности Фариа. Мерседес была дочерью рыбака, а не из богатой семьи, как в фильме, и не было никаких указаний на то, что её мать была против брака с Дантесом. Монте-Кристо и Фернан не устраивали боя на шпагах. Монте-Кристо не представал перед судом, как в финале фильма. С ума сошел Вильфор, а не Данглар.

## Оценки, сиквелы и римейки
Фильм был очень популярен — Филип Данн сказал, что он «принёс Эдди Смоллу состояние, почти такое же большое, как Сокровище Спады». Почти сразу было объявлено о сиквеле «Сын Монте-Кристо», на создание его ушло несколько лет.
Фильм признан Американским институтом кино в следующих списках:
- 2001: 100 лет AFI … 100 острых ощущений — номинация[11]
- 2003: 100 лет AFI … 100 героев и злодеев:
  - Эдмон Дантес — номинированный герой[12]

У фильма было два продолжения: «Сын Монте-Кристо» (1940) и «Возвращение Монте-Кристо» (1946). Граф Монте-Кристо был назван одним из десяти лучших фильмов 1934 года Национальным советом по надзору за кинематографом. Последующие адаптации романа были сделаны в 1942, 1943, 1954, 1961, 1975, 1979, 1988, 1998 и 2002 годах.